# Néa Tríglia (Chalcidique)
Néa Tríglia, en grec moderne : Νέα Τρίγλια, est un village du dème de Néa Propontída, district régional de Chalcidique, en Macédoine-Centrale, Grèce.
Selon le recensement de 2011, la population du village s'élève à 3 071 habitants.